# Stefano Sidonio
Stefano Sidonio (Monticchio, ... – 1385) è stato un vescovo cattolico italiano.

## Biografia
Nato a Monticchio, nel 1381 fu nominato vescovo dell'Aquila da papa Urbano VI. Tuttavia, in periodo di scisma d'Occidente, nello stesso anno Sidonio passò dalla parte dell'antipapa Clemente VII e nel mese di settembre abbandonò la città. Nel 1382, al suo posto, vennero nominati Clemente Secenari da Urbano VI e Berardo da Teramo, che prese effettivamente possesso della diocesi, da Clemente VII. Sidonio fu ucciso nel 1385 mentre si trovava in viaggio, ancora in esilio, da agenti di Urbano VI e fu lasciato insepolto.